# Victoriano Cepeda
José Victoriano Cepeda Camacho nació en la Villa de San Francisco de los Patos (General Cepeda, Coahuila; 22 de marzo de 1826 - Ciudad de México; 23 de noviembre de 1892) fue un destacado profesor, político y militar mexicano que fue gobernador de Coahuila en varias ocasiones; participó en la Guerra de Reforma y en la Intervención Francesa.

## Inicios
Nació en Saltillo, Coahuila, el 22 de marzo de 1826, siendo hijo de José Antonio Cepeda Aguirre y María de Jesús Camacho. Realizó estudios en Monterrey y Guadalajara, y de regreso a Saltillo en 1850, se dedicó a la enseñanza en el Colegio Josefino. Contrajo nupcias con Dolores García en 1851.
Es mucho muy probable que Victoriano fuese sobrino de un hermano de su padre: Victoriano, en este sentido se tiene que en materia educativa durante la década de los 1820's en la Escuela de San Antonio de Béxar los maestros de la época utilizaron el sistema antiguo de enseñanza se pueden mencionar entre ellos a don José Antonio Gama y Fonseca, quien fue contratado por el ayuntamiento el 1 de enero de 1828, bajo la promesa de pagarle 500 pesos anuales por sus servicios, fungiendo como preceptor hasta el 9 de octubre de 1829; sucediéndolo en el cargo don Victoriano Cepeda, quien serviría por un sueldo de 22 pesos mensuales, menos de la mitad que lo pagado a Gama, Cepeda estuvo a cargo de la escuela hasta el 31 de enero de 1830, cuando solicitó se le excusara de seguir sirviendo pues necesitaba tener mejores ingresos. Por lo anterior se formaría un comité apoyado por el ayuntamiento, para que se mantuviera al tanto de los servicios educativos en Béxar, a modo de inspector, siendo el encargado de ello don Victoriano.
Su interés por la educación llevó a que Victoriano Cepeda (tío) propugnara por establecer directrices, de allí que para el 13 de marzo de 1828 por las “Ordenanzas que deberán ser observadas en la Escuela Elemental Primaria, dedicada a la instrucción de la juventud del vecindario de Béxar”, que estaban integradas por 12 artículos, aunque contaba con 4 capítulos, todo lo cual fue sancionado o aprobado por don Refugio de la Garza, don Juan Martin de Beramendi y don José María Balmaceda, lo mismo que por el preceptor don José Antonio Gama y Fonseca. Aunque de hecho sería aprobada por el Cabildo en Sesión solemne, eran miembros de este: Ramón Múzquiz, Juan Martín de Beramendi, José María de la Garza, Manuel Flores, Juan Ángel Seguin y Victoriano Cepeda, en la Sala Capitular de la villa de San Fernando de Béjar, Tejas (sic). 
Es muy probable que el joven Victoriano recibiese influencia de su tío en el aspecto educativo, pero también sus propios estudios de latinidad y filosofía, además de que era uno de los trabajos a que podía aspirar un recién egresado del Colegio de Guadalajara, esto en 1848-1849, y si bien presentó su solicitud no fue seleccionado para el cargo de catedrático del Colegio Josefino (que en la primera mitad de la década de los 1850's pasó a denominarse como Civil), por lo que tuvo que solicitar y aceptar el cargo de preceptor de la Escuela Principal de Saltillo para niños, aunque luego, debido a la salida de uno de los catedráticos del Colegio, pudo ingresar para substituirlo, allí estuvo dando clases hasta 1858, y con la finalidad de asegurarse un ingreso económico se dio de alta como soldado de la Milicia Nacional, y que por sus relaciones familiares lo dieron de alta con el grado de capitán.
Por octubre de 1850 siendo capitán de milicias fue nombrado como Oficial de Guardia en Palacio de Gobierno, cargo que ocupaba a la vez que era catedrático en el Colegio Nacional de Saltillo, impartiendo matemáticas y filosofía.
Victoriano Cepeda y Serapio Fragoso (también político, que fungiría en diversas ocasiones como Secretario del Gobierno del Estado, quienes tuvieron la pretensión de comprar al Ayuntamiento de Saltillo las que fuesen las Casas Consistoriales y hospital del pueblo de San Esteban, pero no lo lograron dado que los tlaxcaltecas del Pueblo se opusieron presentando sus títulos de propiedad comunal dados desde la Época Colonial.
En materia política se trataría de seguir los procesos electorales vigentes, por lo que el 27 de junio de 1856 el Secretario del Gobierno Libre, Independiente y Soberano de Coahuila, Serapio Fragoso, convocaría al Alcalde para que se reunieran los electores para el domingo inmediato al 29 de junio de 1856 y proceder a la elección del nuevo Presidente municipal y del Comisario de policía para la hacienda de Patos. Así las cosas la reunión de los electores tendría verificativo con la presencia de los electores de Patos, teniéndose como candidatos para la alcaldía a Jesús Carrillo y Valdés, Antonio Goríbar, Jesús Narro y Rodríguez y Victoriano Cepeda.
Ya habiendo regresado a Saltillo en 1858 se desligó temporalmente de la milicia y solicitó que se le readmitiera como catedrático en el Colegio Nacional, sin lograrlo, por lo que acudió ante el Gobernador Santiago Vidaurri, argumentando sobre sus servicios prestados a la República en calidad de capitán de milicias, apoyado por varios amigos y vecinos de Saltillo, por lo que el Gobernador envió la orden de que se hiciese dicha readmisión. En términos generales se tiene que entre 1850-1860 se desempeñaba como profesor catedrático del Colegio Josefino, de hecho documentos del Archivo Municipal de Saltillo señalan que todavía lo era en 1863.
Tuvo, en febrero-marzo de 1859, problemas con José Grande y Luis Córdova, en un reclamo sobre una veta de plata, ubicada en Real de Catorce, San Luis Potosí, en la que Cepeda declaraba tener derechos, de lo que resultó que solo estos dos personajes terminaron demostrando que Cepeda, al no seguir trabajando con ellos, había perdido todo derecho sobre la mina.
En abril de 1860 fue nombrado como Recaudador de Rentas del Municipio de Saltillo.

## Carrera militar
En 1853 se expidió el "Plan del Hospicio o de Guadalajara", mediante el cual se determinaba que Juan Bautista Ceballos siguiera como Presidente de la República, hasta que el general López de Santa Anna pudiera asumir el cargo, pero Ceballos no aceptó, por lo que nombraron como Presidente interino al Gral. Manuel María Lombardini, quien gobernaría hasta el 13 de marzo de 1853, cuando deberían desconocerse los resultados de las elecciones.  Cuando López de Santa Anna llegó a México el 20 de abril de 1853, asumió el gobierno con amplísimas facultades, lo que le permitió suprimir la actividad de la prensa, exiliar a sus enemigos, empezando por el general Mariano Arista.
Este movimiento revolucionario causaría gran revuelo a nivel nacional, y Coahuila no fue la excepción, esos movimientos políticos provocaron gran inquietud, pero las diversas autoridades se mantuvieron a la expectativa entre el 30 de octubre de 1852 y el 21 de enero de 1853 en este sentido todos los municipios fueron informados de las acciones que se estaban llevando a cabo para reorganizar al país, y a cada uno de los estados, así en Coahuila el Ayuntamiento de Saltillo sería en primero en recibir el comunicado sobre dichos cambios políticos, por lo que en enero 22 se reunirían los integrantes del Cabildo en sesión extraordinaria: José María de Arizpe, Prudencio de Anda, José Mariano Grande, Manuel Sánchez, Pedro Santa Cruz, Victoriano Cepeda, Marcos G. Ramos, José Cosme de Castañeda, para analizar la invitación, de fecha 21 de enero, que le hiciera el Comandante de Monterrey, coronel de artillería Onofre Díaz para que secundaran en todas sus partes el plan político proclamado en Guadalajara el 20 de octubre de 1852, invitación que indicaba que un día antes el Ayuntamiento de esa misma ciudad había decidido ya adherirse al movimiento revolucionario, el Cabildo de Saltillo estuvo de acuerdo en sumarse a esa corriente política, pero también emitiría su propia acta política en la cual establecía lo siguiente:
1. Que los pueblos de Coahuila estaban a favor de anular las elecciones para gobernador,  de vicegobernador y diputados al Congreso del Estado, por un lado por ser parte del anterior régimen, y por otra por el simple pero fundamental de que quienes habían sido elegidos para ocupar esos cargos no se presentaron a rendir la protesta como lo marcaba la Constitución del Estado, lo que de facto anulaba dichas elecciones.
2. Que el Gobernador en funciones debería de convocar a nuevas elecciones para 6 de febrero siguiente.
3. Que se invitaría a adherirse a dicho plan al Lic. Antonio Valdés Carrillo, encargado del Gobierno en su calidad de Presidente del Supremo Tribunal de Justicia, pero que si no aceptaba,  entonces el presidente municipal de Saltillo asumirá el cargo mientras se reorganizaba el nuevo gobierno.
4. También se invitaría mediante oficio extraordinario para que se sumara al Plan al Batallón de la Guardia Nacional “Ramos Arizpe” y a todos los ayuntamientos del Estado.
El grupo político de Saltillo encabezaría, por tanto, el proceso electoral de las nuevas autoridades innegablemente adictas al nuevo gobierno nacional, lo que produjo que el Gobernador Rafael de la Fuente renunciara, siendo nombrado en su lugar y provisionalmente don José María de Arizpe, quien ocuparía el cargo hasta el 1 de diciembre de 1853.
Parrodi atacaría a los vidaurristas el 12 de septiembre de 1855, siendo rechazado en sus tres intentos, por lo que se vio precisado a replegarse a la villa de Moctezuma, entonces el coronel Zuazua concibió el plan de atacar San Luis Potosí, por lo que ordenó al Comandante Mariano Escobedo para que mantuviera un tiroteo de distracción sobre Parrodi de al menos 3 días, tiempo suficiente para llegar y atacar aquella ciudad, ya frente a ésta, Zuazua envió al teniente coronel Aramberri para que instase a Haro y Tamariz a rendirse y entregar la plaza, Haro sorprendido de esa osadía, cuando esperaba que Parrodi habría de vencer fácilmente a los rebeldes fronterizos, no accedió a esa intimación, sin embargo de ello fueron enterados los principales vecinos, quienes presionaron a Haro para que evitara un inútil derramamiento de sangre, por lo que en septiembre 17 tomarían control de San Luis Potosí los vidaurristas. En estas condiciones Zuazua enviaría a Aramberri y a don Pilar Bustamante para que se entrevistaran con el general Ignacio Comonfort que se encontraba en Lagos, Jal., para plantearle la pretensión de Tamariz y la posición de los fronterizos de apoyar al Plan de Ayutla, adelantándose a la propia posición de Vidaurri sobre dicho Plan. 
Así los triunfos de Juan Zuazua, José Silvestre Aramberri, Ignacio Zaragoza, Escobedo, Garza Ayala, Julián Quiroga, Miguel Blanco, Victoriano Cepeda, Martín Zayas y Pedro Hinojosa, contribuyeron al prestigio de Santiago Vidaurri como jefe de la revolución en el noreste, al grado que sería nominado para ocupar la propia Presidencia de la República durante la reunión de revolucionarios que apoyaban el Plan de Ayutla, y que se verificó en el teatro de Cuernavaca, Mor., el 4 de octubre de 1855, ello llevó sin duda a que a escasas dos semanas de esa reunión Vidaurri reconoce los principios del Plan de Ayutla, mientras Zaragoza regresa a su comisión de defender a los pueblos de la frontera contra las incursiones de los bárbaros, e incluso le tocaría combatir a filibusteros texanos que invadieron Coahuila por Piedras Negras, combatiéndolos y venciéndolos a orillas de río Escondido, lo que le valió a Zaragoza su ascenso a teniente coronel.
En 1858 se unió a los liberales en la Guerra de Reforma, y participó en la toma de la plaza de Guanajuato y en las batallas de Ahualulco, Rincón de Romos, Cuesta de Aguilar, Calamanda, Garita de San Cosme y Tacubaya. Pero retornó a Saltillo a finales de dicho año. 
Fue recaudador de rentas hasta el inicio de la Segunda intervención francesa en México Intervención Francesa en la que volvió a tomar las armas como comandante del Primer Batallón Ligero de Coahuila e intervino en las acciones de Cholula y la Cruz.
Ya como coronel, Cepeda combatió a los invasores en las batallas de San Lorenzo, Santa Gertrudis y Santa Isabel, ganadas a los imperialistas. En mayo de 1867 participó en la toma de Querétaro, en la que cayó prisionero Maximiliano. Derrotó a Máximo Campos, que con Santiago Vidaurri se había sublevado contra el gobierno de la República.
Durante la intervención francesa y establecimiento del Gobierno Imperial, se tiene que en septiembre de 1864 se organizaron las fuerzas republicanas: la 1ª Brigada de Coahuila bajo el mando del coronel Victoriano Cepeda y del Cap. Miguel Contreras, y el Primer Cuerpo de Caballería mandado por el capitán José Manuel López, fuerza integrada por 19 suboficiales y 19 soldados de tropa, habían ocupado, y establecido su puesto de mando en la villa de Cuatro Ciénegas, y por lo mismo Cepeda se mantuvo activo en las hostilidades contra los imperialistas en el Noreste. La victoria republicana de la hacienda de Santa Isabel habría de marcar el principio del fin de la presencia francesa en México y el derrumbe del Imperio, y apuntaba en el sentido de que los republicanos comenzaban a controlar la región
Así el 7 de agosto de 1866 entraría a Saltillo el coronel Victoriano Cepeda y el día 14 de agosto haría lo mismo el Gobernador Viesca, quien de inmediato decretaría que se desconocían y quedaban sin validez todas las leyes y decretos expedidos de los imperialistas, y de inmediato se abocaría junto con sus funcionarios a “reorganizar” al Estado.
Al disminuir la popularidad del Presidente Juárez, desde luego que hubo gobierno estatales que se mantuvieron firmes en su apoyo a Juárez, uno de dichos gobiernos sería el de Coahuila,  al respecto se tiene que en 1869 hubo necesidad de someter al orden por segunda vez al incorregible poblano Miguel Negrete; y por primera a Desiderio Díaz en Tlacotalpan...”, a Francisco Díaz y Pedro Martínez en San Luis Potosí, así como al rebelde crónico de Zacatecas y cacique Trinidad García de la Cadena, y a Jesús Toledo en Aguascalientes, contra estos cuatro últimos habrían de cooperar a su derrota fuerzas coahuilenses, integradas con vecinos de todos los municipios de Coahuila, bajo el mando del Crnl. Victoriano Cepeda, combatiendo entre febrero y junio de 1870.
En ese sentido cuando llegaron a Saltillo noticias del levantamiento armado de los gobiernos de San Luis Potosí y Zacatecas en contra de Juárez, desconociéndole como tal, en noviembre de 1869, de inmediato se comenzaron a tomar medidas para proceder a su sometimiento, por lo que el 2 de enero de 1870, el ministro de Guerra y Marina, Gral. Ignacio Mejía enviaría al Gobernador de Coahuila, coronel Victoriano Cepeda, el comunicado mediante el cual le informaba que el presidente Juárez estaba enterado y complacido de que se hubiesen a reunir reemplazos para las tropas federales que debían marchar hacia la ciudad de San Luis Potosí.
El Gobernador Victoriano Cepeda (juarista indiscutible) apoyaría a Juárez; y por tanto organizaría una fuerza integrada con voluntarios de todos los municipios de Coahuila, para colaborar con el ejército federal, ya que los rebeldes controlarían los principales puntos del vecino estado, como Matehuala y Real de Catorce, desde donde amenazaban con invadir a Coahuila, a la vez que Cepeda entraría en contacto con los gobiernos de Nuevo León, Tamaulipas y Durango con el fin de unificar criterios y brindar todo su apoyo al gobierno legal de Juárez.  Mientras que surgiría por el rumbo de Candela, al Noreste de Saltillo y al este de Monclova, una partida de rebeldes encabezada por un tal Juan López de la Cadena, quienes asaltaría varios pueblos y exigiría préstamos forzosos, por lo que serían perseguidos, lo que lo llevaría a que se refugiaran en Nuevo León, más al regresar López a Coahuila sería capturado, y encarcelado en Saltillo. El movimiento de San Luis Potosí habría de ser reprimido y con ello se restablecería la tranquilidad en el Noreste de la República, pero con el fin de evitar futuros levantamientos Juárez decretaría la amnistía general, con lo que los delitos de López quedarían impunes, pues se acogió a dicha Ley. G. Rosales O.

## Gobernador de Coahuila
En noviembre de 1868 Cepeda Camacho apoyó la transformación del Colegio Civil en el Colegio Ateneo Fuente de Saltillo, con los alumnos del primero, nombre dado en memoria del político Antonio de la Fuente, republicano que estuvo al lado de Juárez. Una vez reinstalado el gobierno de Benito Juárez regresó con sus tropas a Saltillo, eran los llamados "gorras prietas", siendo recibidos como héroes, así aceptó contender por la gubernatura y, por votación popular, fue elegido como Gobernador de Coahuila, tomando posesión del cargo el 15 de diciembre de 1867 y permaneciendo hasta 1869; después ocupó varias veces el mismo cargo, con pequeños intervalos, hasta 1873, cuando dejó el cargo debido a la labor de grupos políticos opositores de Coahuila, que lo acusaron de malos manejos.
Dentro de las obras realizadas durante su mandato destacan: la fundación de San Pedro de las Colonias en 1870; la creación de seis colonias militares para resguardar la frontera de los indios bárbaros; la abolición de las alcabalas, y la instalación de la línea telegráfica Saltillo-México.
Al disminuir la popularidad del Presidente Juárez, desde luego que hubo gobierno estatales que se mantuvieron firmes en su apoyo a Juárez, uno de dichos gobiernos sería el de Coahuila,  al respecto se tiene que en 1869 hubo necesidad de someter al orden por segunda vez al incorregible poblano Miguel Negrete; y por primera a Desidero Díaz en Tlacotalpan...”, a Francisco Díaz y Pedro Martínez en San Luis Potosí, así como al rebelde crónico de Zacatecas y cacique Trinidad García de la Cadena, y a Jesús Toledo en Aguascalientes, contra estos cuatro últimos habrían de cooperar a su derrota fuerzas coahuilenses, integradas con vecinos de todos los municipios de Coahuila, bajo el mando del coronel Victoriano Cepeda, combatiendo entre febrero y junio de 1870.
En ese sentido cuando llegaron a Saltillo noticias del levantamiento armado de los gobiernos de San Luis Potosí y Zacatecas en contra de Juárez, desconociéndole como tal, en noviembre de 1869, de inmediato se comenzaron a tomar medidas para proceder a su sometimiento, por lo que el 2 de enero de 1870, el ministro de Guerra y Marina, general Ignacio Mejía enviaría al Gobernador de Coahuila, coronel Victoriano Cepeda, el comunicado mediante el cual le informaba que el presidente Juárez estaba enterado y complacido de que se hubiesen a reunir reemplazos para las tropas federales que debían marchar hacia la ciudad de San Luis Potosí.
El Gobernador Victoriano Cepeda (juarista indiscutible) apoyaría a Juárez; y por tanto organizaría una fuerza integrada con voluntarios de todos los municipios de Coahuila, para colaborar con el ejército federal, ya que los rebeldes controlarían los principales puntos del vecino estado, como Matehuala y Real de Catorce, desde donde amenazaban con invadir a Coahuila, a la vez que Cepeda entraría en contacto con los gobiernos de Nuevo León, Tamaulipas y Durango con el fin de unificar criterios y brindar todo su apoyo al gobierno legal de Juárez.  Mientras que surgiría por el rumbo de Candela, al Noreste de Saltillo y al este de Monclova, una partida de rebeldes encabezada por un tal Juan López de la Cadena, quienes asaltaría varios pueblos y exigiría préstamos forzosos, por lo que serían perseguidos, lo que lo llevaría a que se refugiaran en Nuevo León, más al regresar López a Coahuila sería capturado, y encarcelado en Saltillo. El movimiento de San Luis Potosí habría de ser reprimido y con ello se restablecería la tranquilidad en el Noreste de la República, pero con el fin de evitar futuros levantamientos Juárez decretaría la amnistía general, con lo que los delitos de López quedarían impunes, pues se acogió a dicha Ley.
Debido a que el Gral. Porfirio Díaz Mori lo consideraba como una amenaza latente hacia su gobierno, le ordenó que pasara a vivir a la Ciudad de México, estableciéndose en la Villa de Guadalupe, al Norte de la Ciudad, donde falleció en 1892, siendo su cuerpo trasladado a Saltillo, descansa en la Rotonda de Coahuilenses Ilustres.

## Retiro a la vida privada
Fue ascendido a general de brigada en 1871. Después de defender a su patria, a combatir al invasor extranjero, de gobernar y engrandecer a su estado.
En 1872, ya como gobernador llegó a expedir un indulto para ciudadanos que dieron sus argumentos para no prestar servicio militar, dado que eran sostén de sus familias, en este mismo sentido ordenaría poner en liberad a un grupo de soldados que se encargaban de las comunicaciones con las poblaciones de Coahuila, al ser acusados de negligencia en sus obligaciones sin presentar las pruebas de ello. En el ámbito educativo se tiene que ante la crisis económica por la que pasaba la sociedad coahuilense debido a la recién terminada guerra de intervención extranjera, ante la carencia de libros Cepeda ordenó que se reprodujesen los libros escolares existentes en la Imprenta de Gobierno, para así ser repartidos entre el alumnado de las escuelas oficiales, también se determinó que la instrucción pública fuese obligatoria y gratuita (evitando que los padres de familia tuviesen que pagar las cuotas del salario de los preceptores), también ordenó que en cada municipio el salario del preceptor tuviese prioridad dentro del pago de todos salarios de todos los empleados municipales, dado que era costumbre que no se les pagasen por meses.
Hacia el 8 de agosto de 1872 el Alcalde de Arteaga había recibido la noticia del inminente regreso del coronel Victoriano Cepeda, con lo cual reasumiría la Gubernatura,  luego de la intensa campaña contra los rebeldes en el centro de México, los cuales habían sido derrotados, pues varios grupos de ellos habían seguido en armas pese a la lamentable muerte del Presidente Benito Juárez, casi un mes antes, sin embargo el regreso de Cepeda a su patria chica, llenaría de júbilo a la mayor parte de los coahuilenses, por lo mismo el Cabildo nombraría a don Antonio Dávila y don Atanacio Valdés para que estuviesen presentes en el recibimiento que se haría a Cepeda, y le diesen los parabienes y felicitaciones de los ciudadanos de Arteaga. 
Cepeda y su fuerza fueron recibidos con entusiasmo, sin embargo en Nuevo León los algunos pequeños grupos de revoltosos seguían todavía en armas, por lo mismo el Gobernador ordenaría que se mantuviesen vigilados los puntos de comunicación con Nuevo León, sin embargo Cepeda, tal vez por las fatigas de la campaña militar, enfermaría seriamente hacia el 10 de septiembre siguiente, por lo que se le otorgaría una nueva licencia por parte del Congreso del Estado, Cepeda había enfermado tan repentinamente que tomaría el cargo interinamente el general  Miguel Palacios el 11 de septiembre, pero el verdadero Gobernador interino, sería el Lic. Juan Nepomuceno Arizpe, quien hizo la protesta de ley ante el Congreso de Coahuila.
Cepeda realmente estaba enfermo, incluso se temió por su vida, pues todavía para el 1º de octubre no se restablecía y por ende no había podido presentase ante los diputados para hacer la protesta de ley que lo autorizaba para retomar la Gubernatura, por lo que el presidente del Congreso, diputado Jesús Gómez, comunicaría al Gobernador Salas que estarían atentos al restablecimiento de Cepeda y a que éste avisara haberse recuperado de los males que lo aquejaban. Pero el 4 de octubre de 1872 el Lic. Arizpe renunció y fue elegido en su lugar don Jesús Valdés Mejía, nombramiento que fue comunicado a todos los ayuntamientos mediante la Circular No. 22, en la cual también se notificaba que se levantaba el estado de sitio en Coahuila y que el coronel Cepeda pasaba a la ciudad de Monterrey para atender su quebrantada salud, de ese lugar regresaría para finales de octubre, y para el 30 de octubre reasumía la Gubernatura, tomándole la protesta de ley el presidente del Congreso del Estado, Diputado Juan Saucedo.
Sin embargo la rebelión contra Juárez no cesaría del todo, pero dentro de todo ese contexto los mexicanos serían impactados por la súbita muerte del Presidente Juárez por la noche del 18 de julio de 1872.
Así asumiría el cargo de Presidente Interino de la República, el Lic. Sebastián Lerdo de Tejada, Lerdo de Tejada había contendido por la Presidencia de la República en 1871, quien había fundado el Partido Lerdista, pero al ser derrotado retornaría a ocupar la presidencia de la Suprema Corte de Justicia, por lo mismo, por mandato de ley, al morir Juárez asumió en forma automática la presidencia, y luego de convocar a elecciones resultó elegido presidente constitucional, siendo confirmado como tal el 1º de diciembre de 1872.
Lerdo de Tejada en su afán de pacificar al país y convocar a la unión nacional, expidió la Ley de Amnistía para quienes habían participado activamente en la revolución contra Juárez, aunque no para quienes el Lic. Sebastián Lerdo de Tejada consideraba sus adversarios políticos, pues significaban una amenaza para consolidar su posición política procedió a irse deshaciendo de muchos gobernadores vinculados en su momento a Juárez, dentro de este grupo estaba obviamente Cepeda; en Coahuila si bien la oposición de ciertos grupos a Juárez no fue manifiesta, a la muerte de éste afloraron y por ende la posición de Cepeda ya no tendría la fuerza obtenida como aliado de Juárez, ante ello se dio la coyuntura de que los diputados: E. Viesca, Serapio Fragoso, Francisco de la Peña, J. M. Ramos, G. San Miguel, Jesús Galán y Luis Valdés acusando al Gobernador Cepeda de malversación de fondos, de oponerse a la publicación del Plan de Arbitrios de Saltillo, de no presentar la cuenta general de los caudales públicos manejados por su gobierno, así como la usurpación de atribuciones exclusivas del poder judicial y del poder legislativo, lo mismo que violar las garantías individuales de ciertos ciudadanos, por lo que se le desconoció como Gobernador; así en sesión extraordinaria del Congreso del Estado, el 6 de julio de 1873 los diputados se declararon en rebeldía.
Por lo tanto el Gobernador Cepeda, apoyado por el Supremo Tribunal de Justicia declaró que el Congreso era ilegal, y en contrapartida éste lo desconoció mediante el Decreto n.º 72, de fecha 10 de septiembre de 1873, por el cual se declaró que el general Victoriano Cepeda cesaba en sus funciones de Gobernador y nombraba el Congreso en su lugar al Dr. Ismael Salas, y nombró para substituirlo como Gobernador al Dr. Ismael Salas, si bien la posición y derechos de Cepeda fue apoyada por los generales Hipólito Charles, Ildefonso Fuentes y Nicanor Valdés, el despojo político sería consumado, sin embargo los ánimos en Coahuila estaban muy caldeados, por lo que el presidente Lerdo determinó enviar al Gral. Carlos Fuero para que fuese mediador entre los grupos políticos en pugna y tratara de tranquilizar los ánimos, por lo que Salas sería depuesto y ordenaría que el Gral. Fuero asumiera la Gubernatura, quien llegó con el propósito de restablecer la paz y tranquilidad. Ante ese hecho de cosas Cepeda pasó a vivir a la villa de San Francisco de los Patos, ubicada a unos 150 km al oeste de Saltillo. 
A pesar de haber renunciado a su cargo, Cepeda tuvo el respaldo de quienes confiaban en su honorabilidad, entre estos estuvieron don Natividad Cantú y don Esteban Múzquiz, quienes promovieron a lo largo del año de 1874 la idea de que se le siguiera reconociendo como gobernador, y que todo lo que estaba ocurriendo era una maniobra simple y llana de sus enemigos políticos, pero no lograron su objetivo.
El general Porfirio Díaz le asignó una pensión vitalicia y aceptó su "invitación" para que pasase a vivir a la Ciudad de México, a lo largo de su estancia en la Ciudad de México, el general Díaz lo llegaría a invitar a comer al Castillo de Chapultepec, en un ambiente refinado y recibiendo todo género de atenciones, en este sentido fue cuando en 1885 se fue a vivir a la Ciudad de México. De hecho ya no regresó a Saltillo, Coahuila.
Al saber de su muerte, la Colonia Coahuilense de Estudiantes enviaría en la mañana del 24 de noviembre de 1892 un telegrama al Presidente Municipal de Saltillo comunicando la tragedia ocurrida el 23 de noviembre de 1892, e informando que la inhumación de su cuerpo se haría en el Panteón del Tepeyac, en la villa de Guadalupe. Por lo que se declararon días de luto en Coahuila. 
La popularidad del general Victoriano Cepeda, llevó a que la Villa de Patos pasase a ser Villa de General Cepeda, donde vivió entre 1874 y 1885; mientras que en Saltillo se cambiase el nombre de la calle de Santiago por el nombre del General, mientras que el 6 de diciembre de 1892 se integró la Sociedad Victoriano Cepeda en Saltillo, llevando a Jesús María Gil y a Ramón Téllez Girón, como presidente y secretario respectivamente. Para octubre de 1893 ya se había fundado el Club Político Victoriano Cepeda el cual se mantuvo en funciones hasta por lo menos el año 1900. Por marzo de 1899 se estableció el Gran Círculo de Obreros Victoriano Cepeda. El 4 de diciembre de 1899 se instauró el Club Reservista Victoriano Cepeda. El 11 de agosto de 1911 Carlos Carrillo informa al presidente municipal de Saltillo la instalación del club político "Victoriano Cepeda". En 1910 se estableció en Coahuila el Club Antirreleccionista Victoriano Cepeda, mismo que seguía en funciones para finales de 1912 y principios de 1913. Y si bien para el año 1912 también estaba en funciones el Club Central Antirreleccionista Victoriano Cepeda en Saltillo, sus miembros decidieron cambiar su denominación por el de Unión Liberal Antirreleccionista el 27 de octubre de 1912. G. Rosales O.
Sus restos fueron inhumados en el Panteón del Tepeyac. El 22 de noviembre de 1908 fueron trasladados al Panteón Santiago de Saltillo, y en el centenario de su fallecimiento (1992) fueron depositados en la Rotonda de los Coahuilenses Ilustres.

## Reconocimientos y homenajes
Victoriano Cepeda Camacho ha sido homenajeado en muchas ocasiones:
- A iniciativa del gobernador Hipólito Charles, la Cámara de Diputados decretó que su nombre fuera inscrito en letras de oro en el recinto parlamentario.
- En 1892 el Congreso del Estado cambió el nombre a la Villa de San Francisco de Patos, por el de General Cepeda.
- A iniciativa del gobernador Raúl López Sánchez, en mayo de 1951, fue declarado Benemérito del Estado de Coahuila.
- Calles, escuelas, y sociedades mutualistas llevan su nombre.
- El Gobierno del Estado otorga anualmente la medalla Victoriano Cepeda a maestros cuyas actividades extraescolares hayan sido relevantes.